# Lagocheirus rogersi
Lagocheirus rogersi là một loài bọ cánh cứng trong họ Cerambycidae.